# Wilhelm Dahms

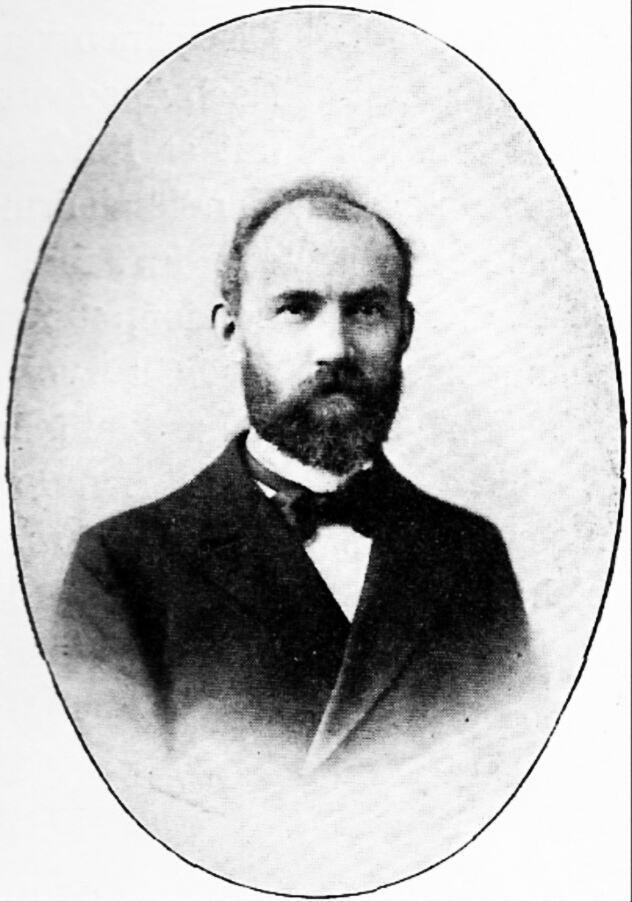
Wilhelm Dahms

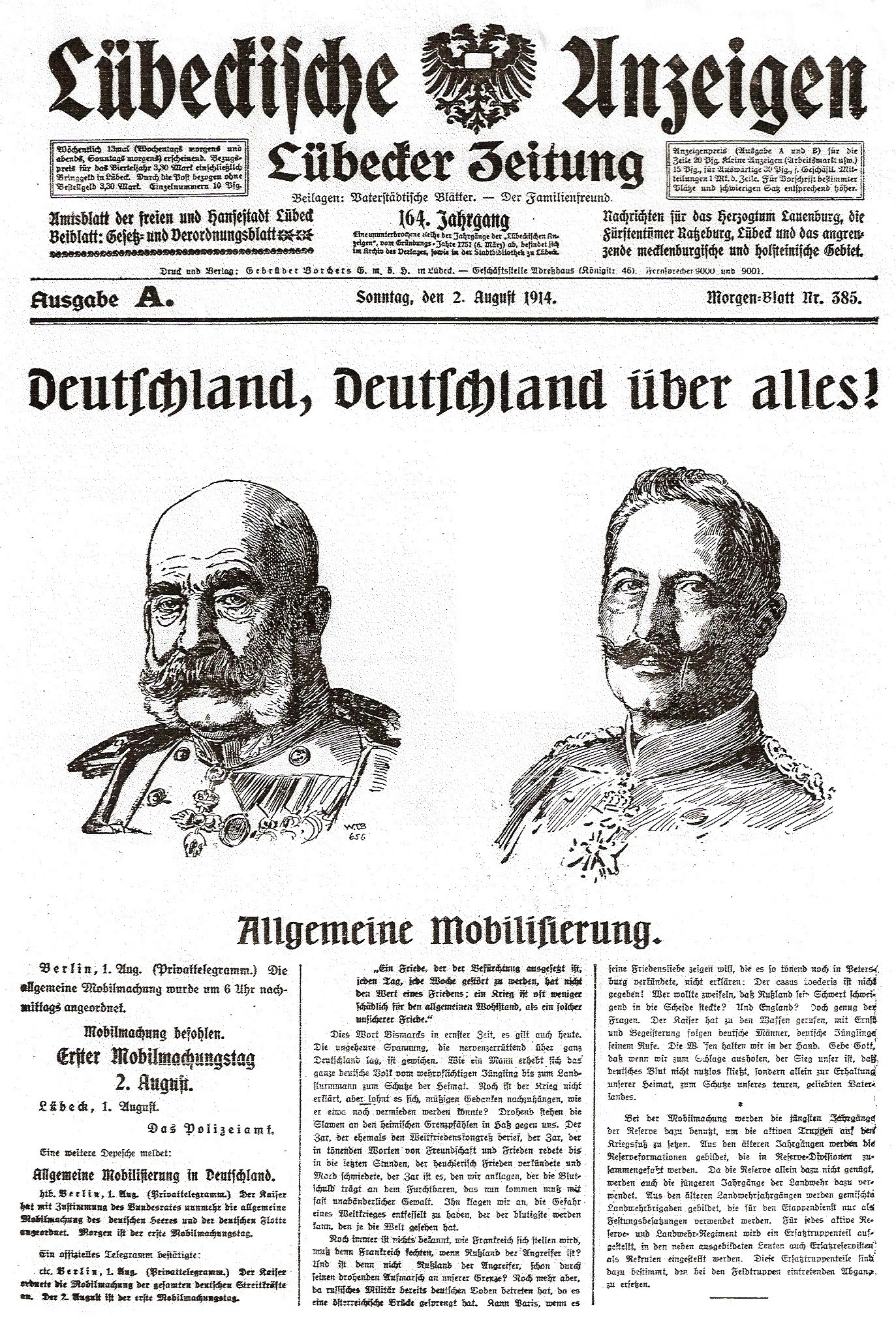
Lübeckische Anzeigen

Johannes Wilhelm Otto Dahms (* 2. Dezember 1859 in Lübeck; † 27. Januar 1939 ebenda) war ein deutscher Buchdrucker, Verleger und Publizist.

## Leben
Der Sohn eines Lübecker Stuhlmachers verlebte sein ganzes Leben im Schatten der Marienkirche. Seine Wiege stand in der Fleischhauerstraße, sein Berufsleben verbrachte er in der Königsstraße und seine Häuslichkeit befand sich ebenfalls in der Fleischhauerstraße.
Mit 14 Jahren trat er 1874 als Lehrling in die Buchdruckerei Gebrüder Borchers, der er sein Leben lang treu bleiben sollte, ein. Nach seiner Lehrzeit arbeitete er als Gehülfe unter stetiger Vervollkommnung seiner Kenntnisse weiter. Nach wenigen Jahren wurde er zur Führung des Abonnements- und Inseratswesens ins Kontor berufen.
Das alte Adresshaus an der Königstraße Ecke Hundestraße wurde 1885 verlassen und das neue in der Königstraße 46 bezogen. Deren Geschäftsräume wurden durch Um- und Durchbauten vergrößert und um die Grundstücke 44 und 46a erweitert.
Im Jahre 1890 wurde ihm die Leitung des Technischen Betriebs und in Verbindung damit die Reorganisation des Druckereibetriebes übertragen. Als Johs. Geertz durch schwere Krankheit sein Amt als Oberleiter nach 16 Jahren am 1. Juli 1890 niederlegte, trat Dahms an seine Stelle.
Als Geschäftsführer und Prokurist der Firma rief er die Vaterstädtischen Blätter ins Leben.
Aus dem Amtsblatt, den Lübeckischen Anzeigen, welches ursprünglich nur die Bekanntmachungen des Senats und Anzeigen bot, wurde eine angesehene und besonders in Handelskreisen beliebte Tageszeitung mit einer täglichen Morgen- und Abendausgabe.
In seinem Nachruf in den Lübeckischen Blättern im Februar 1939 wird der Niedergang und die Auflösung der Firma im Jahr der Machtergreifung erwähnt. Die Leitung einer großen auswärtigen Zeitung, die ihm auf Vermittlung des Senators Emil Possehl angetragen wurde, schlug er aus Liebe zu seiner Vaterstadt aus.
Durch seine berufliche Stellung war es ihm möglich, sich für das heimatliche Schriftentum einzusetzen. 1896 gründete er die wöchentlich den Lübeckischen Anzeigen beigegebenen Vaterstädtischen Blätter. Diesen stand ein großer Stab von Sachkennern zur Seite.
Daneben verlegte er eine große Anzahl von eigenständigen Arbeiten auf dem Gebiet der Heimatgeschichte. 1896 gehörte er zu denen, die im Jahre nach der Deutsch-Nordische Handels- und Industrie-Ausstellung den Verein zur Hebung des Fremdenverkehrs gründeten. Dessen Vorstand sollte Dahms über 30 Jahre angehören. Bereits vor dem Krieg entstand mit seiner Hilfe der Deutsch-Nordische Verkehrsverband der nach dem Kriege zum Lübecker Verkehrsverband wurde.
Er war Mitglied im Haus- und Grundbesitzerverein, im Lübecker Schwimmverein, dem Lübecker Kunstverein und stand in der Gewerbegesellschaft mehrere Jahre an führender Stelle. Über zehn Jahre war er der Vorsitzende der im Reuterkrug vor oftmals über 2000 Besuchern stattfindenden Volksbildungsabende. Diese fanden ihr Ende, als der Reuterkrug 1904 abbrannte.
1901 wurde er in die Lübecker Bürgerschaft gewählt, welcher er zwölf Jahre angehören sollte.
In den Kirchenvorstand von St. Marien, dessen Kirchenchor er von 1870 bis 1874 angehörte, wurde Dahms 1898 gewählt. Seit 1919 hatte er dessen Vorsitz inne und gehörte somit dem Kirchentag, der spätere Kirchenrat, an. Als solcher enthüllte er am Totensonntag des Jahres 1929 das Ehrenmal der Sankt Marien-Gemeinde auf dem Marienkirchhof mit den Worten:
Als 1908 das Luftschiff bei Echterdingen notlandete, war er es, der die Sammlung für eine Zeppelinspende in Deutschland in die Wege leitete. Als einer der ersten stellte ihm der Senator Possehl hierfür 100.000 ℳ zur Verfügung. Den ersten Ertrag der Sammlung überbrachte Dahms dem Grafen Zeppelin persönlich.
Während des Kriegs nahm er sich der Verwundeten an und veranstaltete mehrmals in der Woche Führungen für diese durch die Hansestadt. Im Laufe der Jahre entstand hierfür ein Führungsausschuss dem sich Dahms bis zuletzt widmete. Das Verdienstkreuz für Kriegshilfe wurde ihm 1917 verliehen.
Im Jahre 1924 feierte Wilhelm Dahms im Saal der Gesellschaft zur Beförderung gemeinnütziger Tätigkeit sein 50-jähriges Berufsjubiläum.

Stätten seines Wirkens
Altes Adresshaus und Druckerei
Neues Adresshaus
Reuterkrug
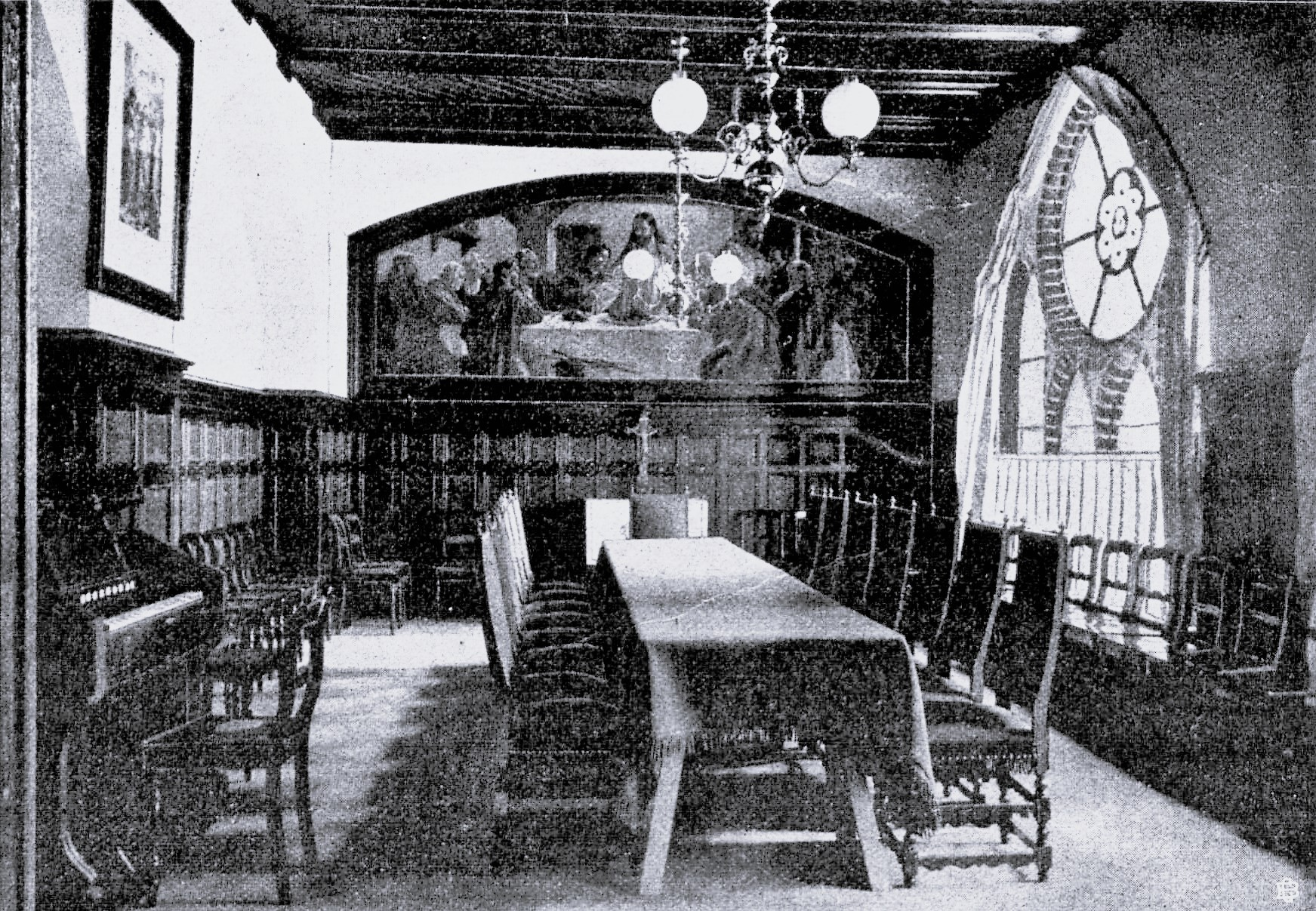
Sitzungssaal im Marienwerkhaus
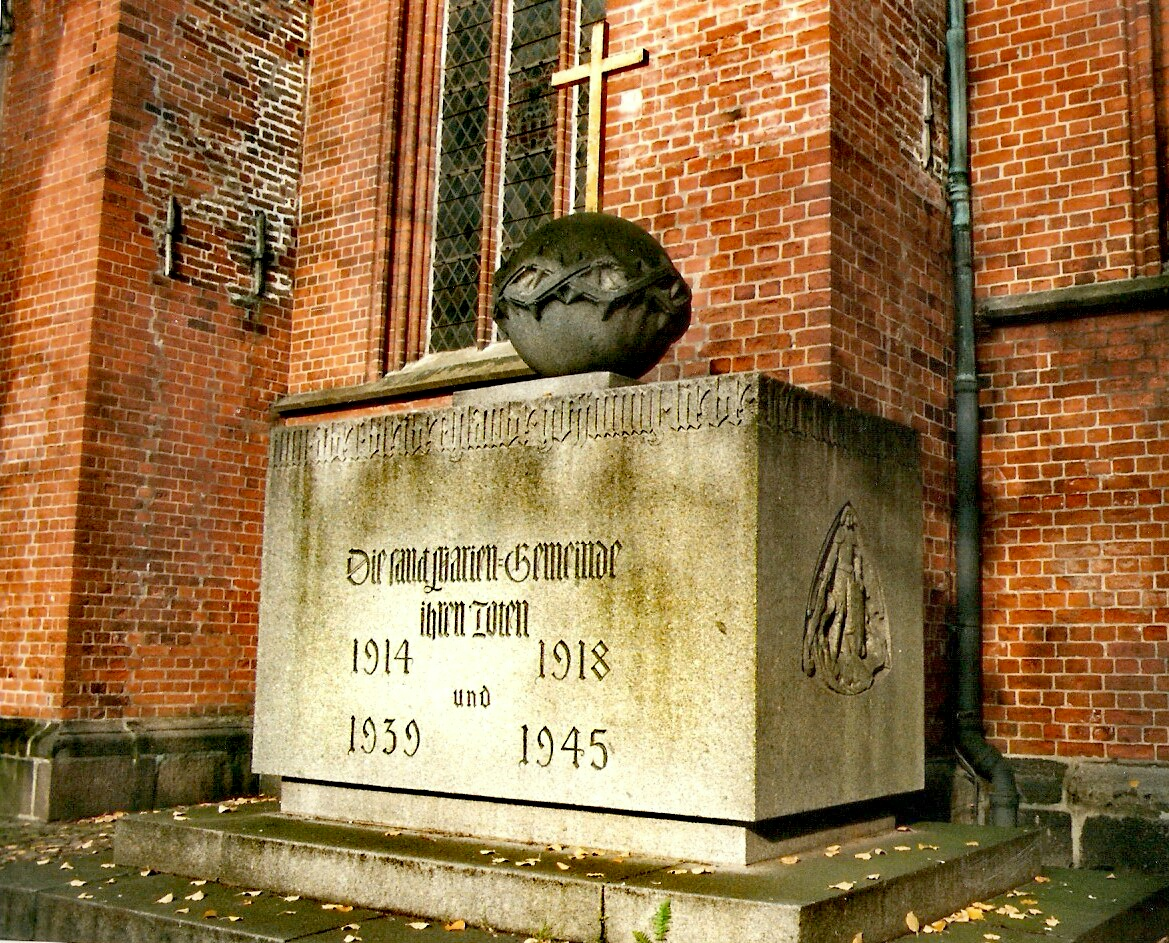
Ehrenmal der Sankt Marien-Gemeinde